# Ecitocala rugosa
Ecitocala rugosa  (лат.) — вид мирмекофильных жуков из трибы Lomechusini семейства стафилиниды (Staphylinidae).

## Описание
США, Флорида (Marion Co, Ocala). Собраны в тех же местах, что и рода Ecitoxenidia и Microdonia, предположительно все они обитают совместно с одними и теми же видами кочевых муравьёв рода Eciton. Мелкие жуки жёлто-рыжего цвета (кончик антенн от третьего членика до первого и вершина брюшка более рыжеватые) длиной около 2 мм. Третий сегмент формирует петиоль, образуя перетяжку между грудкой и остальной овальной частью собственно брюшка. Ноги тонкие и длинные. Брюшко гладкое и блестящее. Формула числа члеников лапок: 4-5-5 (передние, средние и задние, соответственно).

## Этимология
Родовое название Ecitocala образовано от сочетания двух слов: Eciton (род муравьёв, предположительно с которым эти жуки ассоциированы) и Ocala (город Ocala во Флориде, где были найдены типовые экземпляры нового рода и вида). Видовой эпитет E. rugosa связан с наличием бороздок на голове и груди.